# Llista d'arquebisbes de Luxemburg
L'arquebisbat de Luxemburg és l'ordinari de l'arquebisbat catòlic de Luxemburg i governant eclesiàstic de l'Arxidiòcesi de Luxemburg. El càrrec va ser creat el 23 d'abril de 1988 a partir del bisbat anterior. La seu es troba a Santa Maria de Luxemburg, catedral situada a la Ciutat de Luxemburg.

## Llista d'ordinaris

### Bisbes de Luxemburg
| Nom                     | Inici                 | Fi                     |
| ----------------------- | --------------------- | ---------------------- |
| Nicolas Adames          | 26 de juny de 1870    | 27 de setembre de 1883 |
| Jean Joseph Koppes      | 4 de novembre de 1883 | 29 de novembre de 1918 |
| Pierre Nommesch         | 8 de març de 1920     | 1935                   |
| Joseph Laurent Philippe | 9 de setembre de 1935 | 21 d'octubre de 1956   |
| Léon Lommel             | 21 d'octubre de 1956  | 13 de febrer de 1971   |
| Jean Hengen             | 13 de febrer de 1971  | 23 d'abril de 1988     |

### Arquebisbes de Luxemburg
| Nom                   | Inici                  | Fi                     |
| --------------------- | ---------------------- | ---------------------- |
| Jean Hengen           | 23 d'abril de 1988     | 21 de desembre de 1990 |
| Fernand Franck        | 21 de desembre de 1990 | 12 de juliol de 2011   |
| Jean-Claude Hollerich | 16 d'octubre de 2011   | En el càrrec           |